# St. Elmo (Colorado)
Saint Elmo ist eine Geisterstadt im Chaffee County, Colorado, Vereinigte Staaten. Der Ort wurde 1880 gegründet und liegt in der Sawatch Range, rund 32 km südwestlich von Buena Vista auf einer Höhe von 3050 m. Rund 1800 Menschen ließen sich in St. Elmo nieder, als der Abbau von Gold und Silber begann. Anfang der 1920er Jahre begann der Niedergang der Bergbauindustrie; 1922 stellte die Eisenbahn ihren Betrieb ein. Die Gemeinde steht als Saint Elmo Historic District auf der Liste des National Register of Historic Places und ist eine der am besten erhaltenen Geisterstädte.